# Бистрица (приток Сирета)
Бистрица (рум. Bistriţa, рум. Bistriţa Moldoveană — Бистрица-Молдовяна; устар. Быстрица) — река в Румынии, правый приток Сирета (бассейн Дуная).
Длина 272 км, площадь бассейна 7900 км².
Берёт начало в массиве Родна (Восточные Карпаты), течёт в горной местности, где участки широких долин перемежаются с ущельями. Течёт через жудецы Сучава, Нямц и Бакэу.

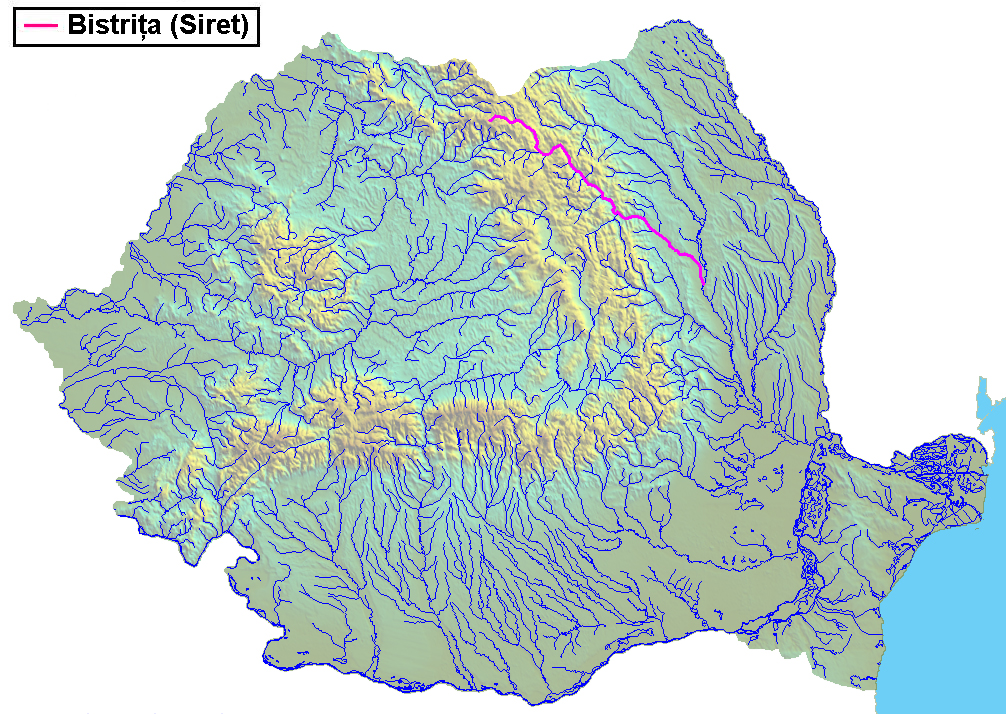

На берегах Бистрицы расположены города Ватра Дорней, Биказ, Пьятра-Нямц, Рознов, Бухуши, Бакэу.
На реке Бистрица построены дамбы: Topoliceni, Изворул-Мунтелуй, Пынгэраци, Vaduri, Пьятра-Нямц, Reconstrucţia, Racova, Gârleni, Lilieci, Бакэу. Крупнейшая гидроэлектростанция — Биказ-Стежару (ГЭС имени В. И. Ленина), построенная в 1951—1961 гг. Установленная мощность ГЭС Биказ-Стежару 210 тысяч кВт, годовая выработка электроэнергии — 390 млн кВт·ч. Воздвигнутая на реке Бистрица плотина у Извору-Мунтелуй высотой 127 метров образовала водохранилище Биказ длиной 35 километров, площадью зеркала 33 тысяч гектаров и емкостью 1,23 млрд кубических метров. Водохранилище питает каскад из 12 ГЭС, расположенных на реке Бистрице ниже Биказа, общая установленная мощность которых составляет 244 тысяч кВт, а годовое производство электроэнергии — 750 млн кВт·ч. Бистрица используется также для сплава леса и орошения.
Половодье — весной-летом. Средний расход воды в устье около 55 м³/с.